# 모이자 뉴스
모이자 뉴스는 모이자 개발팀이 개발한 인터넷 뉴스 사이트이다.

## 같이 보기
- 모이자